# Liste der Naturdenkmale im Landkreis Celle
Die Liste der Naturdenkmale im Landkreis Celle nennt die Naturdenkmale im Landkreis Celle in Niedersachsen.
Am 31. Dezember 2016 waren in diesem Gebiet insgesamt 70 Naturdenkmale verzeichnet.

## Naturdenkmallisten
| Stadt/Gemeinde | Liste                                               |
| -------------- | --------------------------------------------------- |
| Adelheidsdorf  | kein Naturdenkmal                                   |
| Ahnsbeck       | kein Naturdenkmal                                   |
| Beedenbostel   | kein Naturdenkmal                                   |
| Bergen         | Liste der Naturdenkmale in Bergen (Landkreis Celle) |
| Bröckel        | kein Naturdenkmal                                   |
| Celle          | Liste der Naturdenkmale in Celle                    |
| Eicklingen     | Liste der Naturdenkmale in Eicklingen               |
| Eldingen       | Liste der Naturdenkmale in Eldingen                 |
| Eschede        | Liste der Naturdenkmale in Eschede                  |
| Faßberg        | Liste der Naturdenkmale in Faßberg                  |
| Hambühren      | Liste der Naturdenkmale in Hambühren                |
| Hohne          | Liste der Naturdenkmale in Hohne                    |
| Lachendorf     | Liste der Naturdenkmale in Lachendorf               |
| Langlingen     | Liste der Naturdenkmale in Langlingen               |
| Lohheide       | kein Naturdenkmal                                   |
| Nienhagen      | kein Naturdenkmal                                   |
| Südheide       | Liste der Naturdenkmale in Südheide (Gemeinde)      |
| Wathlingen     | Liste der Naturdenkmale in Wathlingen               |
| Wienhausen     | Liste der Naturdenkmale in Wienhausen               |
| Wietze         | Liste der Naturdenkmale in Wietze                   |
| Winsen (Aller) | Liste der Naturdenkmale in Winsen (Aller)           |

## Hinweise
Die Stadt Celle war bis zur Gebietsreform in Niedersachsen eine kreisfreie Stadt. Die für Naturdenkmale zuständige Untere Naturschutzbehörde ist die Stadt Celle. Für die Naturdenkmale im übrigen Landkreis Celle ist dies der Landkreis Celle.